# マビノギ英雄伝
『マビノギ英雄伝』（マビノギえいゆうでん、韓：마비노기 영웅전、英：Vindictus）は、devCAT Studioが開発し、NEXONが提供する韓国のMORPG。
マビノギよりアクション性が強く、グラフィックもよりリアル志向に近いものになっている。
Valve SoftwareのSourceエンジンによって優れたグラフィックと物理環境を具現した。
韓国では2009年12月16日にネットカフェを対象に実施したプレミア オープンを経て、2010年1月21日正式サービスが開始された。
ネクソンアメリカでは2010年10月にリリースされた。利用可能地域は、アメリカ、カナダ、オセアニア地域である。
日本では、2011年11月30日に正式サービスが開始された。
2018年8月29日(水) メンテナンスをもって、サービスを終了した。

## 世界観
マビノギと舞台になる世界は共有するが、時代はより以前である。楽園のティルナノイ、エリンに向かう英雄たちの物語となっている。

## ベースキャラクター
- フィオナ:剣と盾を使う女戦士。ヘビースタンダーなどのスキルを使うキャラクター。
- リシタ:二つの剣を使って早い攻撃をするキャラクター。
- カイ:弓士キャラクター。
- カロック:ジャイアントのキャラクター。
- イヴィ:魔法と錬金術を使うキャラクター。
- ベラ:カウンター攻撃を得意とした二刀流のキャラクター。

## タイアップ
- かよえ！マビノギ英雄伝 - Web短編アニメ。東海テレビ放送「かよえ!チュー学」（1話50秒の短編アニメ）とのタイアップ公開。